# Zingarata
Nel dialetto fiorentino il termine zingarata sta ad indicare una beffa o comunque uno scherzo condotti con un certo spirito anticonformistico e goliardico. 

Il cast di Amici miei. Da sinistra verso destra: Duilio Del Prete, Gastone Moschin, Philippe Noiret, Adolfo Celi e Ugo Tognazzi.

Tullio De Mauro, confermando l'accezione di scherzo eseguito tra compagni del termine fiorentin, ne ipotizza la origine come estensione di azione da zingaro, ovvero la capacità di raggirare, truffare o comunque conseguire effetti inconsueti e sconcertanti ricorrendo a un trucco o ad una beffa .
Il termine è rimasto relegato alla zona di Firenze fino agli anni '70. La diffusione del termine nel linguaggio parlato nazionale è dovuta ad una commedia cinematografica di successo di Mario Monicelli, Amici miei, nella quale i protagonisti, un gruppo di amici fiorentini ultra-quarantenni, amanti dello scherzo e dell'allegro vivere, trascorrono il loro tempo ideando e realizzando zingarate ai danni di vittime inconsapevoli. Tale termine ha ispirato un altro film,  L'ultima zingarata, omaggio al film di Monicelli.
In Amici miei il termine assume un altro significato, quello di una gita breve, spensierata, casuale e poco costosa dalla vita quotidiana. Nel film, e nei suoi seguiti, il gruppo di amici è spesso in auto, in un viaggio casuale verso luoghi imprevisti dove ambientare gli scherzi . 